# Alkapeca
Alkapeca (Bouillin et al., 1986), aussi appelé terrane mésoméditerranéen (Guerra et al., 1993), est le nom donné au terrane situé il y a 10 millions d'années à l’intérieur du domaine téthysien, entre les plaques Iberia et Europe au nord, Apulia à l’est et Africa au sud.
Van Dijk & Scheepers (1995) le place en parallèle avec Sardinia et la Corse, dans le bordure du continent européen, interne de la "Trans Mediterranean Bridge".
Le terrane Alkapeca était constitué par l'actuelle Kabylie, la Sicile, ainsi que la Sardaigne. Il n'a probablement acquis son individualité qu'à partir du Toarcien. Auparavant, l'Alkapeca devait encore faire partie de la marge de la plaque Iberia. Aujourd'hui la Sicile et la Sardaigne sont des îles tandis que la Kabylie est attachée au continent africain sur le territoire algérien et la Calabre est attachée au continent européen sur le territoire italien. 

## Étymologie
AlkaPeca est composé de « Al » pour Alboran, « Ka » pour grande et petite Kabylie, Pe pour les monts Péloritains de Sicile et « Ca » pour Calabre. 